# Лойтерсдорф (Саксония)
Лойтерсдорф (нем. Leutersdorf) — община в Германии, в земле Саксония. Подчиняется административному округу Дрезден. Входит в состав района Гёрлиц. Население составляет 4 001 человек (2009 год). Занимает площадь 17,01 км².
Община подразделяется на 6 сельских округов.

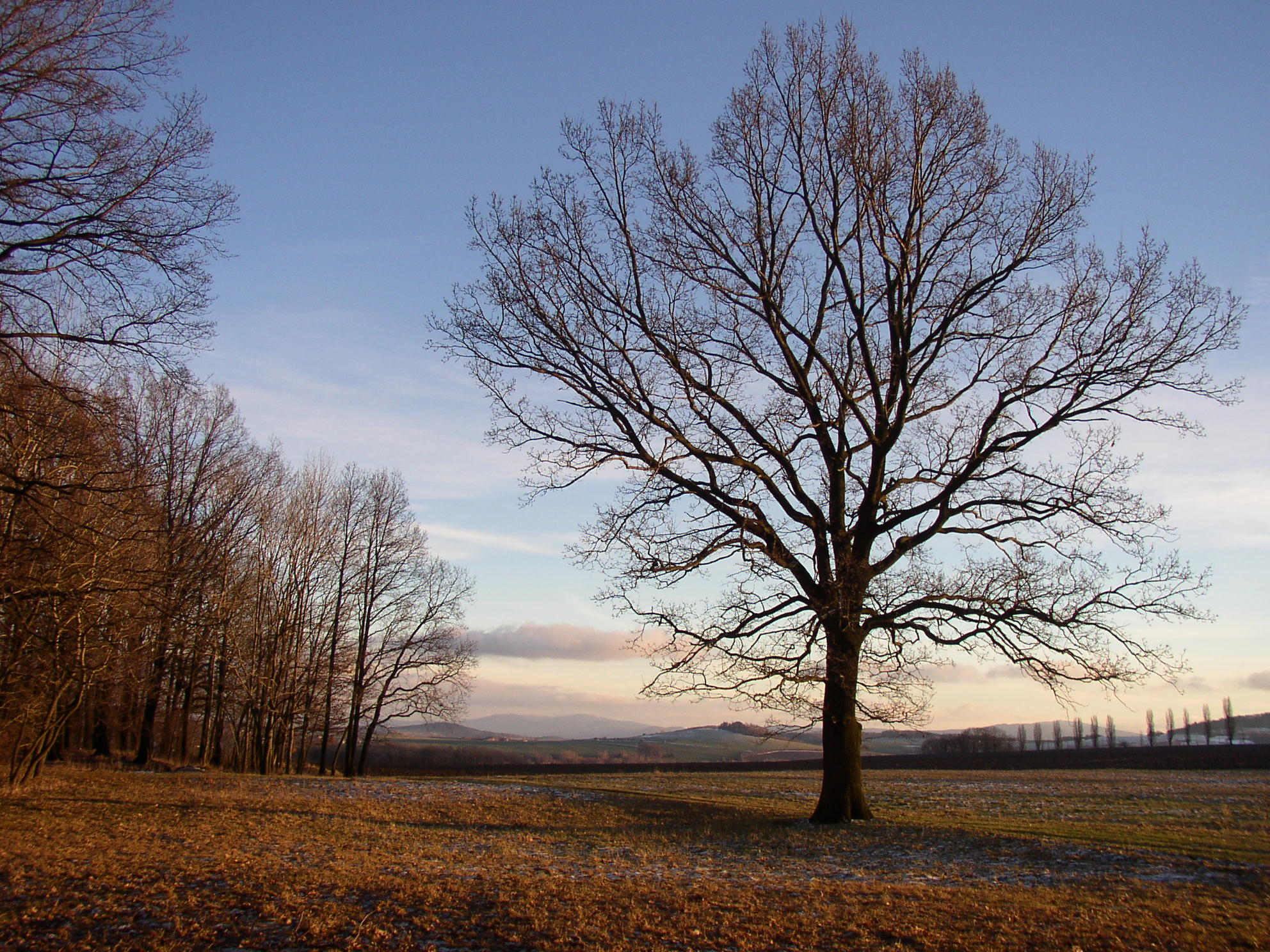